# Asterodiscides grayi
Asterodiscides grayi är en sjöstjärneart som beskrevs av Ross Robert Mackerras Rowe 1977. Asterodiscides grayi ingår i släktet Asterodiscides och familjen Asterodiscididae.
Artens utbredningsområde är havet kring Nya Zeeland. Inga underarter finns listade i Catalogue of Life.